# Поршневой затвор
Поршневой затвор — механизм артиллерийского орудия, обеспечивающий открывание и закрывание канала ствола благодаря сцеплению нарезки поршня и нарезной части казенного среза ствола. 
Затвор — часть огнестрельного оружия, заряжаемого с казны, служащая для закрывания канала с целью образования его дна. На начало XX столетия «Затвор» — механизм, служащий для закрывания канала заряжаемого с казны огнестрельного оружия и образования его дна. У артиллерийских орудий затворы клиновые и поршневые, у ружей — откидные, крановые и скользящие. В зависимости от конструкции поршня поршневые затворы разделяются на цилиндрические, со сплошной или секторной нарезкой и конические. В зависимости от движения поршня при открывании поршневые затворы разделяются на однотактные, двухтактные и трёхтактные.

## Устройство поршневого затвора
Механизм поршневого затвора состоит из рамы затвора, поршня, рукоятки затвора, оси рукоятки затвора и гребенки. Ось соединяет раму затвора со стволом, гребенка вращает поршень при открывании и закрывании затвора. В закрытом положении поршень соединяется с казёнником при помощи сцепления нарезки на его наружной поверхности с нарезкой на поверхности поршневого гнезда. Современные поршневые затворы, как правило, имеют цилиндрический или конический поршень с секторной нарезкой, где чередуются нарезные и гладкие сектора. В прошлом использовались также поршни со сплошной нарезкой. Для удобства пользования двухтактными затворами необходимо, чтобы угол поворота рукоятки не превышал 120°. Для предотвращения самопроизвольного открывания затвора используется сцепление рукоятки затвора с рамой, а также введение в конструкцию специальных стопоров. Наиболее часто встречаются затворы двухсекционные, то есть с двумя нарезными и двумя гладкими секторами и четырехсекционные. Однако при любом количестве секторов прочность сцепления поршня со стволом остается в данном случае одинаковой, так как для сцепления используется 50 % наружной поверхности поршня.
К однотактным поршневым затворам относятся системы с цилиндрическим поршнем, имеющим сплошную нарезку. Они допускают только гильзовое заряжание. В двухтактных затворах сначала придаётся вращательное движение поршню для расцепления нарезных секторов поршня и казённика, а при продолжении вращения рама затвора отходит от казённого среза ствола и извлекает поршень из гнезда. При закрывании двухтактного затвора действие происходит в обратном порядке. В трёхтактных затворах поршень сначала вращается в раме затвора для расцепления нарезных секторов, затем совершает прямолинейное поступательное движение, выходит из гнезда и в третьем такте отводится в сторону от казённика. Большинство современных поршневых затворов принадлежит к двухтактному типу.
Шведский инженер Аксель Велин(швед. Axel Martin Welin) впервые предложил свой ступенчато-винтовой затвор в 1890 году. Его конструкция отличалась наличием нарезки двух и более диаметров. Что позволило сделать поршень сравнительно коротким и лёгким, сократить угол его поворота вокруг своей оси, упростить выход из казённика и отвод в стону (качание), что положительно сказывалось на скорости запирания и отпирания канала ствола. Конструкция позволило совместить в одной конструкции удобство «короткого» поршня и надёжность в плане обтюрации — «длинного».
После того как ему отказали на родине, патент на этот затвор у Велина купила английская компания «Виккерс», и затвор этого типа с тех пор носил имя фирмы.

## Сравнение поршневого и клинового затворов
В конце XIX — начале XX веков поршневые затворы различных конструкций широко применялись в большинстве артиллерийских орудий. Однако со временем большая часть артиллерийских систем малого и среднего калибра стала оснащаться клиновыми затворами.
В сравнении с клиновыми затворами, поршневые требуют больших усилий и времени на их закрывание и открывание, а значит, обеспечивают меньшую скорострельность. Их изготовление является более сложным, длительным и дорогостоящим, они в большей степени подвержены износу. Клиновые затворы более удобны для заряжания и более безопасны для расчёта. В них легче и проще применить механизмы полуавтоматики.
Вместе с тем, поршневые затворы имеют меньший вес, меньшие размеры и обеспечивают более надёжную обтюрацию. Вес казённика с поршневым затвором также меньше. Кроме того, они, в отличие от клиновых, допускают картузное заряжание, хотя в XIX веке применялись и клиновые затворы, пригодные для картузного заряжания. Давление пороховых газов в поршневых затворах распределено более равномерно и они в меньшей степени подвержены деформации. В силу этих обстоятельств поршневые затворы нашли широкое применение в артиллерийских системах крупных калибров.

## Галерея
- Поршневой затвор системы Варендорфа[15].
- Друхсекционный затвор 76-мм пушки образца 1902 года.
- Затвор M777.
- Затвор 2С7.
- Затвор 122-мм гаубицы обр. 1910/30.
- Затвор гаубицы SIAC.
- Затвор орудия САУ CAESAR.